# Raționalizare (matematică)
În algebra elementară raționalizarea unei fracții algebrice este un proces prin care sunt eliminați radicalii din numitorul fracției.
Dacă numitorul este un monom care cuprinde radicali, de exemplu {\displaystyle a{\sqrt[{n}]{x}}^{k},} cu k < n, raționalizarea consistă în amplificarea fracției (înmulțirea numărătorului și numitorului) cu {\displaystyle {\sqrt[{n}]{x}}^{n-k},} și înlocuirea lui {\displaystyle {\sqrt[{n}]{x}}^{n}} cu x (admis, prin definiție, radicalul de ordinul n al lui x fiind numărul care ridicat la puterea n este egal cu x). Dacă k ≥ n, se scrie sub forma k = qn + r cu 0 ≤ r < n (împărțirea cu rest), iar expresia devine {\displaystyle {\sqrt[{n}]{x}}^{k}=x^{q}{\sqrt[{n}]{x}}^{r};} după care se procedează ca mai înainte înmulțind cu {\displaystyle {\sqrt[{n}]{x}}^{n-r}.}
Dacă nunitorul este liniar cu câteva rădăcini pătrate, de exemplu {\displaystyle a+b{\sqrt {x}},} raționalizarea constă în amplificarea fracției cu {\displaystyle a-b{\sqrt {x}},} și dezvoltarea produsului de la numărător.
Metoda poate fi extinsă la orice numitor algebric, prin înmulțirea numărătorului și numitorului cu toate expresiile algebrice conjugate ale numitorului și dezvoltarea noului numitor. Totuși, cu excepția cazurilor speciale, fracțiile rezultate pot avea numărători și numitori uriași. Prin urmare, tehnica este în general utilizată numai în cazurile elementare de mai sus.

## Raționalizarea rădăcinilor pătrate și cubice din monoame
Numărătorul și numitorul trebuie înmulțiți cu același factor.
Exemplul 1
{\displaystyle {\frac {10}{\sqrt {a}}}}
Pentru a raționaliza această expresie matematică fracția se amplifică cu factorul {\displaystyle {\sqrt {a}}}:
{\displaystyle {\frac {10}{\sqrt {a}}}={\frac {10}{\sqrt {a}}}\cdot {\frac {\sqrt {a}}{\sqrt {a}}}={\frac {10{\sqrt {a}}}{\left({\sqrt {a}}\right)^{2}}}}
Rădăcina pătrată dispare de la numitor deoarece {\displaystyle \left({\sqrt {a}}\right)^{2}=a} prin definiția rădăcinii pătrate. Fracția devine:
{\displaystyle {\frac {10{\sqrt {a}}}{\left({\sqrt {a}}\right)^{2}}}={\frac {10{\sqrt {a}}}{a}},}
care este rezultatul raționalizării.
Exemplul 2
{\displaystyle {\frac {10}{\sqrt[{3}]{b}}}}
Pentru a raționaliza acest radical fracția se amplifică cu factorul {\displaystyle {\sqrt[{3}]{b}}^{2}}:
{\displaystyle {\frac {10}{\sqrt[{3}]{b}}}={\frac {10}{\sqrt[{3}]{b}}}\cdot {\frac {{\sqrt[{3}]{b}}^{2}}{{\sqrt[{3}]{b}}^{2}}}={\frac {10{\sqrt[{3}]{b}}^{2}}{{\sqrt[{3}]{b}}^{3}}}}
Rădăcina cubică dispare de la numitor deoarece este un cub:
{\displaystyle {\frac {10{\sqrt[{3}]{b}}^{2}}{{\sqrt[{3}]{b}}^{3}}}={\frac {10{\sqrt[{3}]{b}}^{2}}{b}},}
care este rezultatul raționalizării.

## Tratarea mai multor radicali
Pentru un numitor de forma:
{\displaystyle {\sqrt {2}}+{\sqrt {3}}\,}
Raționalizarea se poate obține prin înmulțirea cu conjugata expresiei:
{\displaystyle {\sqrt {2}}-{\sqrt {3}}\,}
și aplicând formula diferenței a două pătrate se obține −1. Fracția trebuie deci amplificată cu
{\displaystyle {\frac {{\sqrt {2}}-{\sqrt {3}}}{{\sqrt {2}}-{\sqrt {3}}}}=1.}
Metoda este foarte generată. Ea se poate aplica succesiv pentru eliminarea a câte un radical.
Exemplul 3
{\displaystyle {\frac {3}{{\sqrt {3}}+{\sqrt {5}}}}}
Această fracție trebuie amplificată cu {\displaystyle {{\sqrt {3}}-{\sqrt {5}}}}.
{\displaystyle {\frac {3}{{\sqrt {3}}+{\sqrt {5}}}}\cdot {\frac {{\sqrt {3}}-{\sqrt {5}}}{{\sqrt {3}}-{\sqrt {5}}}}={\frac {3({\sqrt {3}}-{\sqrt {5}})}{{\sqrt {3}}^{2}-{\sqrt {5}}^{2}}}}
Acum se pot elimina radicalii de la numitor:
{\displaystyle {\frac {3({\sqrt {3}}-{\sqrt {5}})}{{\sqrt {3}}^{2}-{\sqrt {5}}^{2}}}={\frac {3({\sqrt {3}}-{\sqrt {5}})}{3-5}}={\frac {3({\sqrt {3}}-{\sqrt {5}})}{-2}}}
Exemplul 4
Metoda funcționează și cu numere complexe, cu {\displaystyle i={\sqrt {-1}}}
{\displaystyle {\frac {7}{1+{\sqrt {-5}}}}}
Fracția trebuie amplificată cu {\displaystyle {1-{\sqrt {-5}}}}.
{\displaystyle {\frac {7}{1+{\sqrt {-5}}}}\cdot {\frac {1-{\sqrt {-5}}}{1-{\sqrt {-5}}}}={\frac {7(1-{\sqrt {-5}})}{1^{2}-{\sqrt {-5}}^{2}}}={\frac {7(1-{\sqrt {-5}})}{1-(-5)}}={\frac {7-7{\sqrt {5}}i}{6}}}

## Generalizări
Raționalizarea poate fi extinsă la toate numerele și funcțiile algebrice. De exemplu, pentru a raționaliza o rădăcină cubică, ar trebui folosiți doi factori liniari care conțin rădăcini cubice ale unității, sau echivalent un factor pătratic.